# 葫蘆頂
葫蘆頂（米南加保語：Poghotang；爪夷文：ڤرتڠ）是一座位於馬來西亞森美蘭州東北部日叻務縣的一座小鎮、巫金兼華人新村。該村位於林區中，聯邦86號公路 （日叻務路/Jln. Jelebu）是其主幹道路，將其連接至西邊的芙蓉市和東邊的新邦葫蘆頂。

## 歷史
位於山群懷抱之中的葫蘆頂，毗鄰知知港，離首都吉隆坡118公里（73.3英里），離森州首府芙蓉市57公里（43.3英里）。其擁有的樸實山野景色，秀麗程度對比鄰鎮知知港毫不遜色。這一座隱藏於山林之中的鄉鎮，有著超過100年的歷史。早在19世紀末，葫蘆頂就是馬來亞受關注的錫礦生產地，當年過番南來采錫謀生的華人先民以赤手空拳將此開埠為森州的錫礦產地，後來由於南來華民數量增加，因此葫蘆頂逐漸成爲馬來亞一個默默無聞、以華人爲主的錫礦小鎮。
19世紀末，英殖民勢力逐漸掌握森州政權後，葫蘆頂開始了英資的投入，葫蘆頂展開了鐵船挖錫的開采活動，過番南來的華民日益增加，促使葫蘆頂的人口增長，地方消費型的經濟活動也開始有了生機。20世紀二三十年代，當地華民除了采錫，地方居民普遍上都是務農爲主，以種植甘蔗、黃梨、香蕉等農作物爲生。此間的華人居民都是居住在山芭郊區爲主。
20世紀50至60年代，二戰剛了，才從日本蝗軍籠罩的噩夢甦醒的馬來亞，由於共產主義盛行，英殖民政府受到馬來亞共產黨分子的威脅，政府隨即執行「畢禮斯計劃」（Briggs Plan），將居住在山芭的華民聚集在市區的華人新村「葫蘆頂新村」（Kg. Baru Pertang）。今日，由於南來的華人都是祖籍廣東省梅州市的客家人，當地華民籍貫中則是以客家人居多，其次是廣府人。較少為福建人、潮州人。
在上世紀50年代，當地曾有鄉村保衛隊，與辜克兵一起巡邏及保護家園，獨立后還有地方軍團，該軍月領30令吉津貼（當時的令吉面值較高）。該軍直到513事件發生的1961年5月13日才解散。

## 名稱
葫蘆頂和新邦葫蘆頂的名稱中其實與葫蘆沒有關係，早期則是馬來語「Pertang」的客語音譯，後來因爲誤傳，成爲了「葫蘆頂」，實則當地無人種植葫蘆，而是以甘蔗居多，新邦葫蘆頂、葫蘆頂與新邦榴蓮（Simpang Durian）3區在上世紀70至80年代更是有著「甘蔗之鄉」的美譽，並且與知知港和沙撈越的黃梨其名。